# Dena F. Dincauze
Dena Ferran Dincauze, geborene Dena Ferran, (* 26. März 1934 in Boston, Massachusetts; † 14. August 2016 in Amherst, Massachusetts) war eine US-amerikanische Archäologin. Ihr Forschungsschwerpunkt lag in der Erforschung der Prähistorie Neuenglands und hierbei besonders auf Massachusetts.

## Leben
Dincauze wuchs mit vier Geschwistern in Concord, Massachusetts, auf. Sie studierte am Barnard College in New York City mit einem Major in Anthropologie und einem Minor in Geologie und erhielt dort 1956 einen Bachelor of Arts magna cum laude. Anschließend setzte sie ihr Studium im Zuge des Fulbright-Programmes an der University of Cambridge in Großbritannien fort und erhielt dort 1957 ein Diplom in prähistorischer Archäologie. 1967 promovierte sie an der Harvard University mit der Dissertation Cremation Cemeteries of Eastern Massachusetts zu ihren Forschungen bezüglich prähistorischer Begräbnisstätten im östlichen Massachusetts.
Die nächsten annähernd fünf Jahre arbeitete sie am Peabody Museum of Archaeology and Ethnology, erst als Research Fellow für die Archäologie New Englands, später dann als Assistant Curator für nordamerikanische Archäologie, und betrieb Forschung zu der Archäologie des östlichen Massachusetts. Anschließend lehrte sie für ein Jahr Anthropologie am State University College at Buffalo. 1973 wechselte sie an das Department of Anthropology der University of Massachusetts Amherst und lehrte dort bis zu ihrer Emeritierung 2001. Hierbei erfolgte 1985 ihre Berufung zum Full Professor. Unter ihrer Federführung wurde an der Universität ein Program zur Erforschung der Prähistorie New Englands aufgebaut. Während ihrer akademischen Karriere tätigte sie mehr als 50 Publikationen.
Im Zuge ihrer archäologischen Forschungsarbeit führte sie Surveys und Ausgrabungen in Illinois, South Dakota und Neuengland durch. Besonders ihre Forschungen in den 1970er Jahren in der Neville Site, einer Ausgrabungsstätte am Merrimack River in New Hampshire, hatten einen großen Einfluss auf die weiteren archäologischen Betrachtungen Neuenglands.
Dincauze war unter anderem Mitglied der American Society for Conservation Archaeology, des Archaeological Institute of America, der American Anthropological Association, der Massachusetts Archaeological Society und der Canadian Archaeological Association. Des Weiteren war sie Präsidentin der Society of Professional Archaeologists sowie Herausgeberin der Fachzeitschrift American Antiquity und Präsidentin der Society for American Archaeology.
1997 erhielt sie den Distinguished Service Award der Society for American Archaeology. Sie war Fellow der American Association for the Advancement of Science. 2001 erhielt sie den Preservation Award der Massachusetts Historical Commission.
Dincauze war verheiratet und hatte zwei Kinder, eine Tochter und einen Sohn. Ihre Bestattung fand am 17. September 2016 auf dem Sleepy Hollow Cemetery in Concord statt.

## Veröffentlichung (Auswahl)
- Cremation Cemeteries of Eastern Massachusetts (= Papers of the Peabody Museum of Archaeology and Ethnology Vol. 59, No. 1). Peabody, Museum, Cambridge MA 1968.
- The Neville Site. 8000 Thousand Years at Amoskeag, Manchester, New Hampshire. Peabody, Museum, Cambridge MA 1976.
- Environmental Archaeology. Principles and Practice. Cambridge University Press, Cambridge 2000, ISBN 0-521-31077-6.